# Азаров, Александр Иванович
Александр Иванович Азаров — советский деятель образования.

## Биография
Родился в 1923 году в деревне Новоцарицыно. Член КПСС.
Окончил 1-е Томское артиллерийское училище, исторический факультет Омского педагогического института.
Участник Великой Отечественной войны: командир взвода 229-го гаубичного артиллерийского полка РГК, командир взвода 86-го гвардейского артполка 37-й гвардейской стрелковой дивизии, кначальник штаба дивизиона 321-го гвардейского артиллерийского полка 91-й стрелковой дивизии 4-го Украинского фронта
В 1945—1947 гг. — начальник разведки артиллерии 14-й дивизии Войска Польского.
В 1951—1953 гг. — учитель географии и истории в средней школе номер 46, инструктор Омского обкома КПСС.
В 1953—1964 гг. — директор средней школы номер 65 города Омска, заместитель председателя райисполкома, заведующий Омским гороно.
В 1964—1982 гг. — заведующий Омским облоно.
В 1982—1987 гг. — советник министра народного образования МНР.
В 1987—1994 гг. — заведующий кабинетом педагогических училищ Омского института усовершенствования учителей.
Умер в 2014 году в Омске.

## Награды
- Орден Отечественной войны I степени (10.06.1945, 06.04.1985)
- Орден Трудового Красного Знамени
- Орден Дружбы народов
- Орден Знак Почёта
- Орден Virtuti Militari V класса